# Władysław Bratkowski
Władysław Bratkowski (ur. 22 marca 1882 w Gębicach k. Mogilna, zm. 15 marca 1966 w Łodzi) – polski technolog włókiennictwa i konstruktor maszyn włókienniczych, profesor Politechniki Lwowskiej (1911–1914), Politechniki Warszawskiej (1930–1945) i Politechniki Łódzkiej (1945–1960).

## Życiorys
Urodził się w rodzinie Antoniego, nauczyciela szkoły ludowej, i Pelagii z Hemmerlingów. Miał starszego brata Stefana Ludwika oraz siostrę. Uczęszczał do gimnazjum w Trzemesznie, w 1901 roku ukończył gimnazjum klasyczne w Śremie. W latach gimnazjalnych prowadził walkę o polską szkołę z pruską Hakatą. W wieku 23 lat ukończył studia wyższe na Wydziale Włókienniczym Uniwersytetu Technicznego w Brunszwiku uzyskując tytuł inżyniera dyplomowanego. Pracował przez 6 lat w niemieckim przemyśle włókienniczym i fabrykach budowy maszyn włókienniczych, a następnie od roku 1909 w Biurze Patentowym w Berlinie i jako redaktor czasopisma „Textil und Farbereizeitung”. Po ukończeniu studiów ogłosił w języku niemieckim około 40 artykułów w redagowanym przez siebie piśmie i wydał podręcznik z tkactwa pod tytułem „Die Baumwollweberei”.
Mając 29 lat w roku 1911 został powołany na stanowisko profesora nadzwyczajnego w Politechnice Lwowskiej. Szeroka działalność naukowa, organizacyjna i dydaktyczna w Politechnice Lwowskiej zaowocowała nadaniem mu już w roku 1914 tytułu profesora zwyczajnego. Wybuch wojny i powołanie do wojska austriackiego, niewola rosyjska, krótki pobyt w jednej z polskich formacji wojskowych na terenie Rosji i powrót w 1918 roku do kraju, to kolejne etapy przeżyć wojennych profesora. W roku 1919 na własną prośbę odszedł z Uczelni i poświęcił się rozwojowi przemysłu lniarskiego. W 1919 roku wyjechał na rok za granicę w celu przestudiowania zagadnień lniarstwa w Holandii, Belgii, północnej Francji, Wielkiej Brytanii i w Niemczech. Po powrocie do kraju zorganizował w Poznaniu towarzystwa akcyjne „Płótno”, Zakład Lniarski w Stęszewie pod Poznaniem, roszarnię w Gostyniu oraz trzepalnię lnu w Bezdanach pod Wilnem i we Frampolu Lubelskim. W roku 1931 objął Katedrę Włókiennictwa na Wydziale Mechanicznym Politechniki Warszawskiej, gdzie prowadził badania nad naukowymi podstawami nowej technologii lnu i konopi. Praca została przedstawiona w Akademii Nauk Technicznych w Warszawie w 1935 roku. Jej realizację kontynuowano w czasie okupacji w Zakładach Żyrardowskich i po jej zakończeniu w przemyśle maszyn włókienniczych, w Instytucie Włókiennictwa w Łodzi i w Instytucie Krajowych Włókien Naturalnych w Poznaniu.
W roku 1945 objął Katedrę Włókiennictwa na Wydziale Mechanicznym Politechniki Łódzkiej i współtworzył Wydział Włókienniczy.
W okresie powojennym napisał podręcznik akademicki na temat przędzalnictwa i opublikował 53 artykuły. Członek założyciel, prezes (1947–1959) SITPWł. W 1960 roku przeszedł na emeryturę.
Od 29 lipca 1924 roku był mężem Gabrieli z Pajzderskich (ur. 1896), córki Tomasza Pajzderskiego.

## Wybrane prace naukowe
- Naukowe podstawy technologii lnu względnie konopi (1936)
- Produkcja konopi na kotoninę (1937)
- Zagadnienia technicznej racjonalizacji lniarstwa (1945)
- Przędzalnictwo (1952)
- Nowa technologia wyprawy i przerobu włókien łykowych (1955)

## Ordery i odznaczenia
- Order Sztandaru Pracy II klasy (1957)[1]
- Krzyż Komandorski Orderu Odrodzenia Polski (13 lipca 1955)[4]
- Medal 10-lecia Polski Ludowej (15 stycznia 1955)[5]

## Nagrody
- Nagroda Państwowa II stopnia za całość działalności naukowej w dziedzinie włókiennictwa (1955)[6]
- Nagroda Naukowa miasta Łodzi